# ThyssenKrupp Presta
thyssenkrupp Presta est une entreprise active dans l'industrie automobile et plus particulièrement dans l’assemblage de systèmes de direction. Son siège se situe à Eschen au Liechtenstein. La société appartient à thyssenkrupp AG. Elle fabrique des arbres à cames et des colonnes de direction, et dispose d'un pôle de forge à froid. Elle dispose de plusieurs sites de production en Europe et dans le monde (Chine, Mexique, Brésil). 
thyssenkrupp Presta France est l'entité française du groupe avec plus de 1 100 salariés en 2016. 